# تانغ هو فاي
تانغ هو فاي هو لاعب كرة قدم صيني في مركز الدفاع، ولد في 1 أبريل 1993 في ماكاو في الصين. شارك مع منتخب ماكاو لكرة القدم.

## وصلات خارجية
- تانغ هو فاي على موقع قاعدة بيانات كرة القدم.إي يو (الإنجليزية)
- تانغ هو فاي على موقع ناشيونال فوتبول تيمز (الإنجليزية)